# Absolutely Immune
«Absolutely Immune» es el segundo sencillo del grupo Act. Fue editado por ZTT Records el 7 de septiembre de 1987. La canción logró el puesto 97 en el UK Singles Chart.

En 2012, la incluyó en su espectáculo en la Scala, a dúo con Andy Bell que sería incluido en el álbum This Happened: Live At The Scala.

## Lista de temas
Todas las canciones escritas y compuestas por Thomas Leer y Claudia Brücken, exceptuando donde hay notas.

### Vinilo 7"
- UK: ZTT / IMM 1

| Side one |                                      |          |  |
| N.º      | Título                               | Duración |  |
| 1.       | «Absolutely Immune» (Single Version) | 3:21     |  |

| Side two |             |          |  |
| N.º      | Título      | Duración |  |
| 1.       | «Bloodrush» | 4:07     |  |

### Vinilo 12"
- UK: ZTT / TIMM 1

| Side one |                                        |              |          |  |
| N.º      | Título                                 | Escritor(es) | Duración |  |
| 1.       | «Absolutely Immune» (Extended Version) |              | 6:17     |  |

| Side two |                |              |          |  |
| N.º      | Título         | Escritor(es) | Duración |  |
| 1.       | «White Rabbit» | Grace Slick  | 2:29     |  |
| 2.       | «Bloodrush»    |              | 4:12     |  |

- UK: ZTT / VIMM 1

| Side one |                        |          |  |
| N.º      | Título                 | Duración |  |
| 1.       | «Absolutely Immune II» | 5:34     |  |

| Side two |                   |          |  |
| N.º      | Título            | Duración |  |
| 1.       | «Bloodrush»       | 4:11     |  |
| 2.       | «States of Logic» | 5:00     |  |